# Ikast Håndbold
Ikast Håndbold är ett damhandbollslag från Ikast på centrala Jylland i Danmark. Laget spelar i den högsta danska damligan sedan 1991. 1998, 2011, 2013 och 2014 blev laget danska mästare. De har även vunnit EHF-cupen/EHF European League (2002, 2011 och 2023) och Cupvinnarcupen (2004 och 2015).
Genom åren har laget haft flera olika namn: Ikast FS (1970–1997), Ikast FS Elitehåndbold (1997–1999), Ikast-Bording Elitehåndbold (1999–2008), Ikast-Brande Elite Håndbold (2008), FC Midtjylland Håndbold (2008–2018), Herning-Ikast Håndbold (2018–2022) och Ikast Håndbold (sedan 2022).

## Historia
Klubben hette från början Ikast FS Håndboldafdeling, 20 juni 1970 inträffade en sammanslagning av klubbarna Ikast DUI and Ikast Skytte Gymnastik Forening. De gjorde debut 1991 när de vann Danska cupen och nådde den högsta divisionen i Danmark. De gjorde succé igen 1998, när de vann Danska mästerskapet.
I början av november 2008 meddelades det offentligt att Ikast-Brande EH hade blivit övertaget av fotbollsklubben FC Midtjylland. Som resultat bytte laget namn till FCM Håndbold och bytte fäger från blå och gult till rött och svart. 2018 blev klubben åter självständig från FC Midtjylland och bytte namn till Herning-Ikast. Från 2022 heter de endast Ikast Håndbold.

## Spelartrupp 2023/2024
| Nr | Land    | Pos | Namn                        |
| -- | ------- | --- | --------------------------- |
| 1  | Sverige | MV  | Irma Schjött                |
| 12 | Sverige | MV  | Filippa Idéhn               |
| 16 | Norge   | MV  | Andrea Austmo Pedersen      |
| 33 | Danmark | MV  | Emma Jessen                 |
| 44 | Danmark | MV  | Dittemarie Juel Christensen |
| 4  | Danmark | V9  | Julie Scaglione             |
| 6  | Danmark | H6  | Cecilie Brandt              |
| 7  | Norge   | H9  | Stine Skogrand              |
| 11 | Danmark | M6  | Sarah Iversen               |
| 14 | Sverige | M9  | Emma Lindqvist              |
| 15 | Danmark | V6  | Emma Friis                  |
| 17 | Danmark | M9  | Simone Petersen             |
| 18 | Danmark | M6  | Maria Lykkegaard            |
| 19 | Danmark | M6  | Amanda Loft Hansen          |

| Nr | Land     | Pos | Namn                      |
| -- | -------- | --- | ------------------------- |
| 21 | Norge    | V9  | Ingvild Bakkerud          |
| 23 | Danmark  | V6  | Trine Mortensen           |
| 24 | Danmark  | V6  | Johanne Lasthein Andersen |
| 25 | Danmark  | V6  | Freja Dyrberg             |
| 26 | Danmark  | M9  | Anne Katrine Nowak        |
| 27 | Danmark  | M9  | Clara Mendgaard Sørensen  |
| 28 | Danmark  | M9  | Signe Vendelbo Andersen   |
| 29 | Danmark  | H6  | Caroline Kottal Clausen   |
| 34 | Danmark  | H6  | Simone Juel Kristensen    |
| 35 | Danmark  | M6  | Lina Thorstein Lützhøft   |
| 51 | Tjeckien | M9  | Markéta Jeřábková         |
| 55 | Danmark  | H6  | Caroline Søgaard          |
| 77 | Danmark  | H6  | Line Mai Hougaard         |

## Spelare i urval
- Kjersti Grini (2000–2003)
- Gro Hammerseng-Edin, tidigare Hammerseng (2003–2010)
- Ragnhild Aamodt (2005–2009)
- Katja Nyberg (2006–2010)
- Tonje Nøstvold (2008–2011)
- Åsa Eriksson (Mogensen) (1996–2001, 2005)
- Kristina Jönsson (1998–2002)
- Jenny Holmgren (1999–2003)
- Fanny Lagerström (2005–2006)
- Linnea Torstenson (2010–2012)
- Sabina Jacobsen (2014–2017)
- Linn Blohm (2016–2018)
- Anja Andersen (1987–1988)
- Josephine Touray (2003–2005)
- Stine Jørgensen (2013–2017)
- Grit Jurack (2001–2003)
- Sabine Englert (2009–2022)
- Valérie Nicolas (2007–2008)
- Nycke Groot (2011–2015)